# Hubert Berchtold
Hubert Berchtold (28 luglio 1950) è un ex sciatore alpino austriaco.

## Biografia
Specialista delle prove tecniche originario di Alberschwende, nella stagione 1971-1972 in Coppa Europa Berchtold vinse la classifica di slalom gigante e si piazzò al 2º posto in quella generale e al 3º in quella di slalom speciale. In Coppa del Mondo ottenne il primo piazzamento di rilievo il 19 gennaio 1973 a Megève, piazzandosi 6º in slalom gigante, e l'unica vittoria, nonché unico podio, nella medesima specialità a Saalbach il 16 dicembre dello stesso anno, davanti a Thomas Hauser e a Hansi Hinterseer. Il suo ultimo piazzamento in carriera fu l'8º posto ottenuto nello slalom gigante di Coppa del Mondo disputato il 2 marzo 1975 a Garibaldi; continuò a gareggiare fino al 1976, senza più ottenere risultati di rilievo. Non prese parte a rassegne olimpiche e non ottenne piazzamenti ai Campionati mondiali.

## Palmarès

### Coppa del Mondo
- Miglior piazzamento in classifica generale: 21º nel 1974
- 1 podio:
  - 1 vittoria

#### Coppa del Mondo - vittorie
| Data             | Località | Paese   | Specialità |
| ---------------- | -------- | ------- | ---------- |
| 16 dicembre 1973 | Saalbach | Austria | GS         |

Legenda:

GS = slalom gigante

### Coppa Europa
- Miglior piazzamento in classifica generale: 2º nel 1972[1]
- Vincitore della classifica di slalom gigante nel 1972[1]
- 9 podi[2]:
  - 4 vittorie
  - 3 secondi posti
  - 2 terzi posti

### Campionati austriaci
- 3 medaglie[3][senza fonte]:
  - 1 argento (slalom speciale nel 1970)
  - 2 bronzi (discesa libera nel 1971; slalom gigante nel 1974)